# Autosan Eurolider 9
Autosan Eurolider 9 – autobus międzymiastowy produkowany seryjnie od 2013 roku przez zakłady Autosan w Sanoku.
Autobus jest też wytwarzany w wersji przeznaczonej do przewozów szkolnych i w wersji, która jest przystosowana do przewozu osób niepełnosprawnych.
Na początku 2013 PKS Elbląg nabył pięć egzemplarzy tego modelu. Ponadto w 2014 po jednej sztuce zakupiły: Gmina Majdan Królewski i Zespół Obsługi Szkół Samorządowych w Łochowie.